# Kultura Sóán
Kultura Sóán byla acheuléenská kultura nejstaršího paleolitu, která se nacházela v údolí řeky Sóán (po níž získala své pojmenování) v pohoří Siválik na jihu Himálaje v Pákistánu. Příslušníci kultury byli lidé vzpřímení.
V oblasti se našly stovky kamenných pěstních klínů, řezacích i dalších nástrojů. Našlo se též velké množství až 14 milionů let starých kosterních pozůstatků gazel, nosorožců, žiraf, hlodavců a krokodýlů. Mnoho z nich je uloženo v Přírodním muzeu historie v Islámábádu. Lidské kosterní pozůstatky tehdejších obyvatel zde dosud nebyly nalezeny.